# Zentralverordnungsblatt
Das Zentralverordnungsblatt (ZVOBL) war das amtliche Bekanntmachungsblatt der Deutschen Wirtschaftskommission (DWK) und ihrer Hauptverwaltungen sowie der deutschen Verwaltungen für Gesundheitswesen, Inneres, Justiz und Volksbildung. Herausgeber war die Deutsche Zentralverwaltung der Justiz der Sowjetischen Besatzungszone. 
Mit der Gründung der Deutschen Demokratischen Republik im Jahre 1949 wurde das Blatt eingestellt und Gesetze, Beschlüsse, Erlasse, Verordnungen u. a. Rechtsvorschriften der zentralen Staatsorgane wurden im Gesetzblatt der Deutschen Demokratischen Republik verkündet.